# جامعة كامبل
جامعة كامبل [[إنج|CampbellUniversity]] هي جامعة خاصة في بويز كريك، نورث كارولينا. تأسست عام 1887م من قبل وزير المعمدانيين الشباب، في كامبل، جامعة كامبل اليوم يدرس فيها من ولاية كارولين الشمالية أكثر من أي جامعة أخرى.
يعد الحرم الجامعي الرئيسي في كامبل في بويز كريك مقرًا لكلية الآداب والعلوم التابعة لها، كلية الصيدلة والعلوم الصحية، كلية اللاهوت، كلية التربية، كلية لوندي فيتيرمان للأعمال وكلية الهندسة. يقع حرم العلوم الصحية المجاور لمدرسة جيري إم والاس لطب تقويم العظام وكلية كاثرين دبليو وود للتمريض. يقع الحرم الجامعي راليق في وسط مدينة راليق، وهو مقر لمدرسة نورمان أدريان ويغينز للقانون، إضافة لبرامج لأخرى. كما تقدم دروسًا عبر الإنترنت من خلال تعليم البالغين والتعليم عبر الإنترنت، ولديه فروع أخرى في ولاية كارولينا الشمالية، حيث يدرس البرنامج للحصول على درجة علمية في كلية تونكو عبد الرحمن في كوالالمبور، ماليزيا.
جامعة كامبل هي موطن لقتال الإبل. في مجال برامج ألعاب القوى لديها 20 فريق منضم لرابطة رياضة الجامعات القسم الأول.

## أكاديميات
تقدم كامبل أكثر من 100 مسارا دراسيا؛ برامج الماجستير في الأعمال التجارية والتعليم والعلوم الصيدلانية والبحوث السريرية والألوهية؛ والبرامج المهنية في القانون، والصيدلة ومساعد الطبيب، والعلاج الطبيعي، والطب. تتيح الجامعة أيضًا الدراسة في الخارج وغيرها من البرامج الخاصة. في عام 2012م أبلغ الجامعة عن معدل القبول في المرحلة الجامعية بنسبة 40.5 ٪.  إلى جانب برامج كامبل الرائدة في المرحلة الجامعية الأولى، حققت الجامعة شهرة في برامج الدراسات العليا. منذ إنشائها في عام 1986م حافظت كلية الصيدلة بجامعة كامبل، والتي أصبحت الآن كلية الصيدلة والعلوم الصحية، على نسبة نجاح بلغت 99 في المائة في كل من امتحانات الولاية والوطنية. في عشرة من السنوات الست عشرة الماضية، حقق طلاب الصيدلة فيها معدل مرور بنسبة 100 في المائة في امتحان ترخيص صيادلة أمريكا الشمالية.
سجلت كلية الحقوق عام 2006م نسبة نجاح بلغت 97٪ في امتحان بار نورث كارولينا في يوليو، وتصدرت جميع كليات الحقوق الأخرى في الولاية. ظهرت كلية الحقوق بجامعة كامبل نورمان أيغينز للقانون في طبعة برينستون ريفيو لعام 2007م ضمن «أفضل 170 كلية الحقوق». قاد خريجو كلية الحقوق في كثير من الأحيان في معدلات النجاح في امتحان بار ولاية كارولينا الشمالية منذ إنشاء المدرسة في عام 1976م بما في ذلك معدل مرور بنسبة 100 في المئة في عام 1994 ، وهي المرة الأولى التي ينجز فيها جميع أعضاء فئة التخرج هذا الإنجاز في تاريخ ولاية كارولينا الشمالية.
كان معدل البطالة في كلية الحقوق لعام 2015 يبلغ17٪ و50٪ من خريجي عام 2015م قد حصلوا على وظيفة ماحمين بدوام كامل وذلك بعد 9 أشهر من التخرج، وفقًا للإحصائيات المقدمة من إيه بي إيه. 
تقدم جامعة كامبل ديفينيتي شهادات جامعية ودراسات عليا. افتتحت مدرسة اللاهوت رسميًا في 19 أغسطس 1996م. التحق 35 طالبًا مؤسسًا بالسنة الأولى من مدرسة اللاهوت. هؤلاء الطلاب يشكلون فئة الميثاق ويتكونون من أربعة وثمانين طالبًا.
تقدم كلية لاندي فيترمان للأعمال درجة ماجستير إدارة أعمال. كما لدى طلاب الأعمال الجامعيين خيار الانتخاب للبقاء في السنة الخامسة لكسب درجة علمية مشتركة. كامبل هي مؤسسة ديناميكية في صناعة إدارة الثروات من خلال تقديم درجة فريدة من نوعها، بكالوريوس إدارة الأعمال في الثقة وإدارة الثروات. البنوك والمؤسسات المالية من جميع أنحاء البلاد تلجأ إلى طلاب كامبل للتدريب الصيفي المدفوع الأجر والتأجير الدائم عند التخرج. تقدم الكلية أيضًا واحدا من عشرين برنامجًا معتمدًا للغولف معتمد من بي جي إيه في الولايات المتحدة.
في أغسطس 2011م أطلقت كلية الصيدلة والعلوم الصحية درجة الماجستير في الدراسات المساعدة للأطباء. بعد عام واحد بدأت برنامج درجة الماجستير في العلوم الصحية العامة. تسعى الجامعة أيضًا للحصول على الاعتماد لبرنامج طبيب دكتوراه في العلاج الطبيعي مع تاريخ البدء المتوقع في يناير 2014م. رحبت أحدث مدرسة بالجامعة، وهي كلية طب العظام، بفصلها الأول في أغسطس 2013م. تتمثل مهمة كلية طب العظام بجامعة كامبل في تثقيف وإعداد أطباء العظام في المجتمع في بيئة مسيحية لرعاية السكان الريفيين والمحرومين من الخدمات في ولاية كارولينا الشمالية وجنوب شرق الولايات المتحدة والأمة.
لدى جامعة كامبل أيضًا برنامج لتعليم الكبار والتعليم عبر الإنترنت مع حرم جامعي على الإنترنت وحرم جامعي في فورت براج، نورث كارولاينا، كامب ليجون، نورث كارولاينا وآر تي بي في رالي، نورث كارولاينا. أنشئ برنامج التعليم عبر الإنترنت التابع لجامعة كامبل برنامجا رائدا في عام 1999م. أصبح برنامجًا منفصلاً في عام 2004م وانتقل إلى الحرم الرئيسي.

## أنشطة الطلاب

### الألعاب الرياضية
لجامعة كامبل 20 فريقا، في رابطة الجامعات الرياضية. اعتبارًا من العام الدراسي 2011-2012م انضمت الإبل إلى مؤتمر الجنوب الكبير، وذلك بعد توقف دام 17 عامًا عملت خلاله عضوا في مؤتمر سن أتلانتيك. فريق السباحة «سيدة الجمال» هو عضو في جمعية السباحة الساحلية الجماعية. فريق المصارعة للرجال هو عضو مشارك في المؤتمر الجنوبي.
أكمل كامبل مركز جون دبليو بوب للاحتفالات، وهو مجمع رياضي لكرة السلة والكرة الطائرة والمصارعة. يضم في المرفق ملعبًا لكرة السلة للألعاب، وملعبًا لكرة السلة، وغرفة تدريبات للمصارعة، وغرفة لوزن الأسكواش، ومركزًا للياقة البدنية للطلاب، وعددًا كبيرًا من غرف الخزانات، وقسما لعلوم التمرينات. لدى فريق المصارعة وفريق الكرة الطائرة مباريات وألعاب في ملعب كرة السلة الرئيسي.

### الصنوبر الأزيز
وهو كتاب سنوي لجامعة كامبل، ينشر كل عام في الربيع، ويوزع على الطلاب قبل الامتحانات النهائية. 

### الشاعر الغنائي
هي مجلة أدبية بجامعة كامبل، تضم الشعر والنثر من الطلاب والمساهمين على مستوى الولاية. 

### كامبل تايمز
كامبل تايمز هي الصحيفة الطلابية في الجامعة وتنشر كل شهرين خلال فصول الربيع والخريف.

### دبليو سي سي إي - إف إم
دبليو سي سي إي - إف إم هي محطة إذاعة إف إم تبث على التردد 90.1 بدأت من قبل الجامعة في 7 أكتوبر 1974م. باعت كامبل المحطة في عام 2007م.